# 라체도니아
라체도니아(이탈리아어: Lacedonia)는 이탈리아 캄파니아주 아벨리노도의 코무네다.

## 역사
라체도니아는 오스키인들에게 Akudunniad라고 불렸고 나중에는 Erdonea라 불렀다. 도시가 많이 파괴되어서 로마인들에게 재건되어, 아퀼로니아(Aquilonia)라는 이름으로 갈레브리아(Galeria) 일족의 일부가 된다. 이곳은 나중에 Al Cidonia라고 불렷고 1800년까지는 체도냐(Cedogna)라는 이름으로 불렸다. 그리고 그이후에 마침내 라체도니아라는 이름을 쓰게된다.